# Пихтовое (платформа)
Пи́хтовое (фин. Nokko) — упразднённый остановочный пункт на однопутной линии Попово — Высоцк. Располагался рядом с посёлком Пихтовое Высоцком городском поселении Выборгского района Ленинградской области, в 6,9 километрах от станции Попово. 

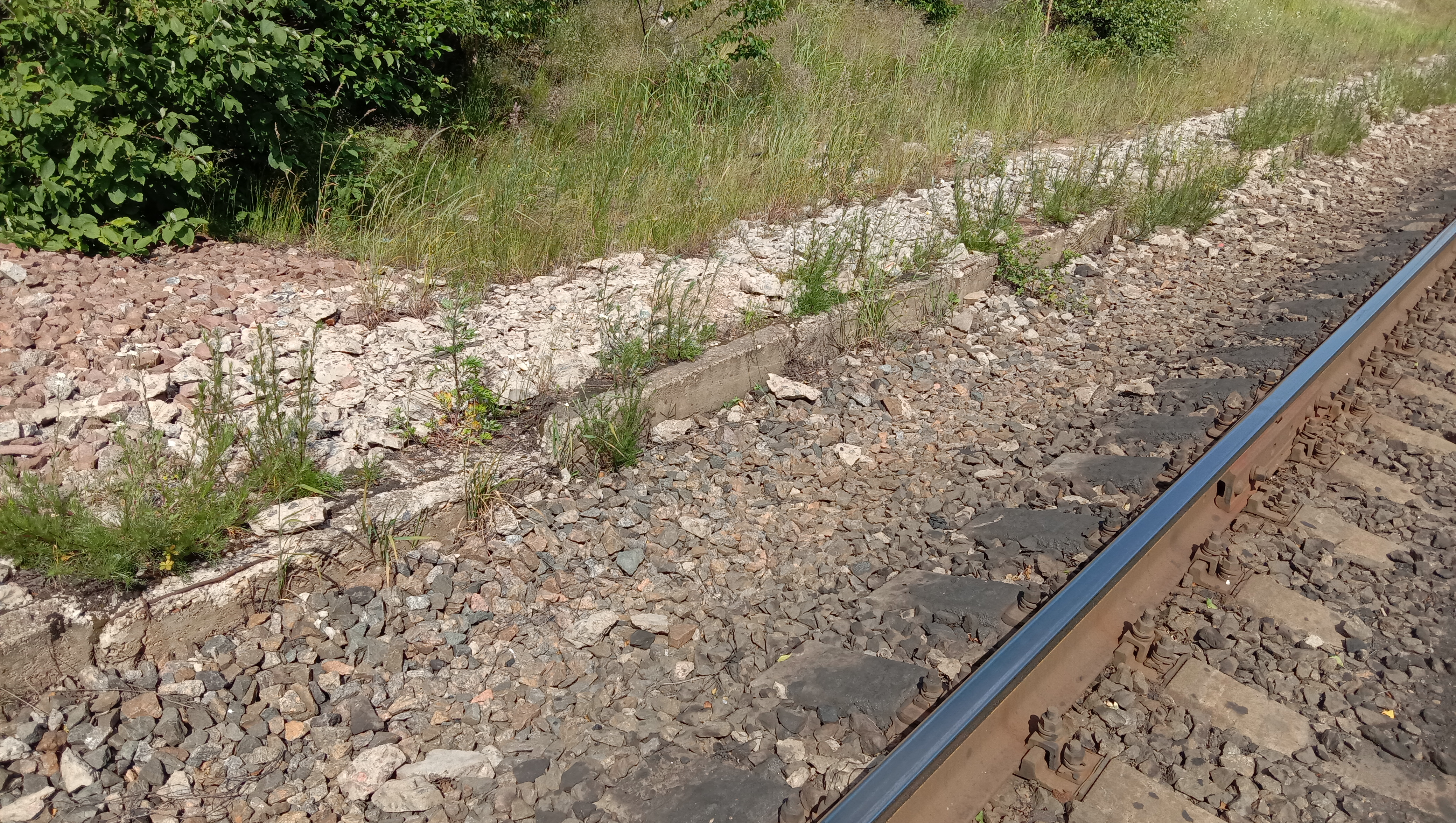
Разбитая остановочная платформа.

На остановочном пункте была относительно новая платформа из железобетонных плит, расположенная с северной стороны пути. Использовалась пригородными поездами сообщением Выборг — Высоцк, курсировавшими до 2004 года. В настоящее время (2019 год) посадочная платформа полностью разрушена отбойными молотками.
650 метрами западнее остановочного пункта, на Высоцком острове, от ветки Попово — Высоцк отходит ответвление на станцию Нефтяная, которая была построена в 2005 году для обслуживания нефтяного терминала «Лукойл-II».

Остановочный пункт был открыт 15 мая 1930 года. На платформе имели остановку несколько пар пригородных поездов в сутки.

## Галерея

Платформа Пихтовое
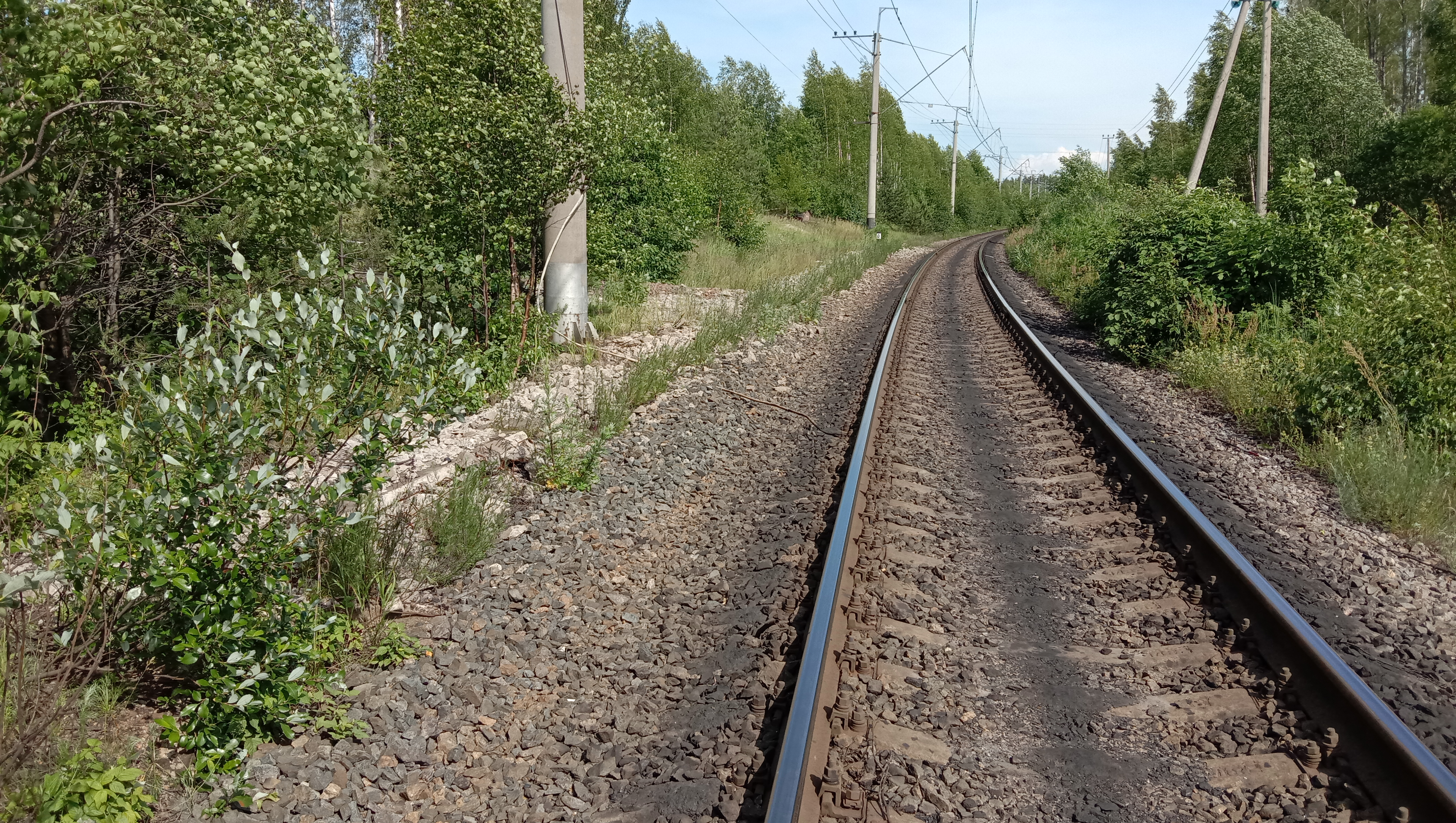
Вид в сторону ст. Попово.
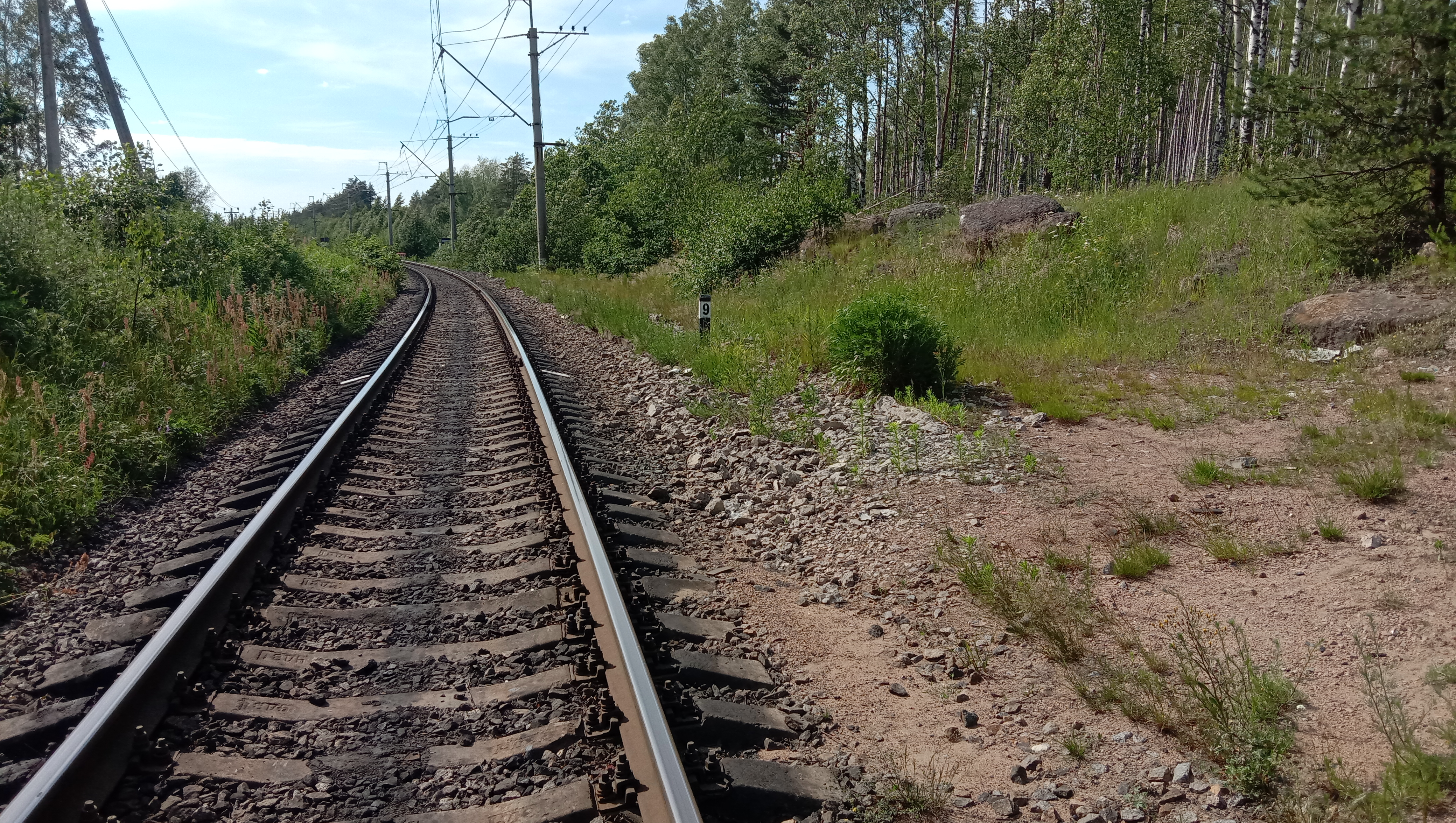
Вид в сторону ст. Высоцк.
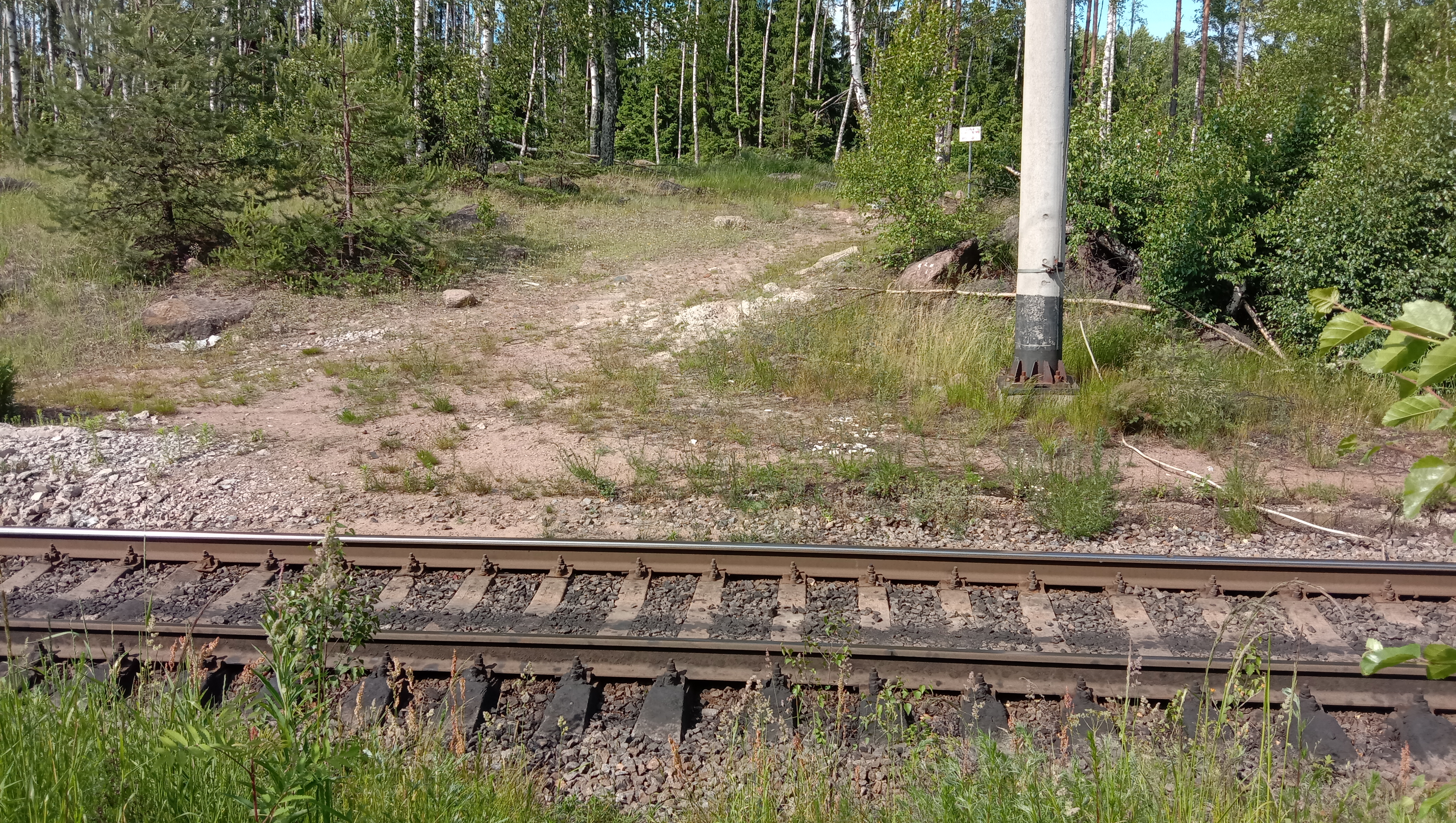
Вид остановочного пункта.